# Halogenidásványok

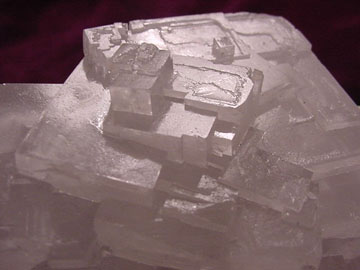
Halit (kősó)

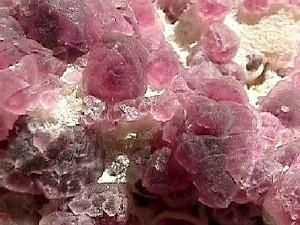
Fluorit

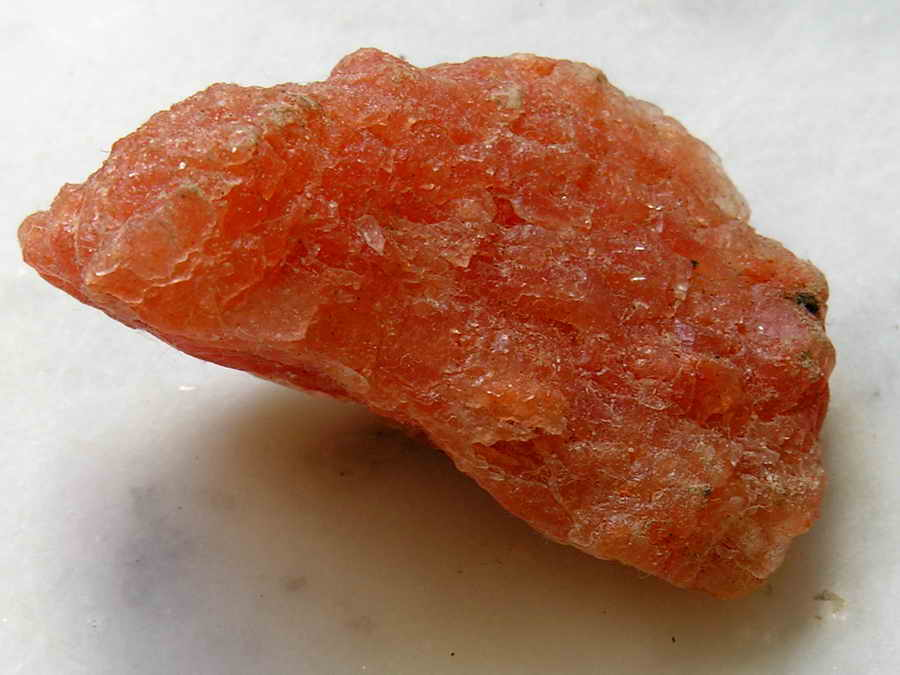
Szilvin

A halogenidek ásványosztályba a fluor, klór, bróm és jód vegyületei tartoznak. Közös jellemzőjük a sós vagy keserű íz, a nemfémes küllem, tökéletes hasadás. Vízben általában jól oldódnak, vizes oldatuk jól vezeti az elektromosságot, olvadáspontjuk magas.

## Előfordulásuk
Halogenidek nagy mennyiségben találhatók a tengervízben, oldott állapotban. A földtörténet során gyakran egész tengeröblök fűződtek le a nyílt tengerről és vizük elpárolgásával az oldott sók bepárlódtak. E folyamatok hatalmas sótelepeket hoztak létre. Ezeket a bepárlási sókőzeteket evaporitoknak nevezik. Magyarországon Perkupán találhatók evaporitok és így keletkeztek az erdélyi sótelepek is.
A fluor, főképpen kalciummal alkotott önálló haloidsóként magmás (pneumatolitos–hidrotermás) folyamatok terméke. A klór ugyanakkor e magmás folyamatok során legfeljebb pótanionként kerül egyes kristály vegyületekbe, és nagyobb mennyiségű elsődleges felszínre jutása csak a vulkáni exhalációk során következik be. Nagyrészt ebből származik a tengervíz klórtartalma, illetve a bepárlódásos sótelepekben önálló vegyületként történő másodlagos felhalmozódása.

## Jellemzőik
A halogenidek túlnyomó többségében majdnem teljesen ionos kapcsolódás valósul meg. Az anion egyértékű halogén, melyhez főképpen a periódusos rendszer két bal szélső oszlopában levő alkáli- és alkáliföldfém-ionok kapcsolódnak. E könnyűfémek közepes méretük és kis töltésük következtében az anionra polarizáló hatást alig gyakorolnak, s így valódi heteropoláros kötés jön létre. Ezek az ásványok viselkedésükben egészen sóneműek, színtelenek vagy gyengén színezettek, vízben nagy részük könnyen oldódik; kis fajsúlyúak és fénytörésük is gyenge.
A sokkal kisebb jelentőségű nehézfém-halogenidekben a kisebb kationméret (és esetleg nagyobb töltés) folytán bizonyos ionpolarizáció is érvényesül, tehát némi kovalens kötésjelleg is mutatkozik. Ezeket a ritka halogenideket nagyobb fajsúly, esetleg idiokromás színeződés, nagyobb törésmutató, s így erős fény, valamint kisebb oldékonyság jellemzi.

## Halogenidek rendszerezése

### A Dana-féle rendszer
Az új Dana-féle rendszertan a halogenideket négy osztályra bontja: víztartalmú és vízmentes halogenidek, oxi-halogenidek és hidroxihalogenidek, halogenid vegyületek és összetett halogenidek.
| - IV-9. Halogenidek - 9.1 AX felépítésű vízmentes és víztartalmú halogenidek - - 9.1.1.1 Halit NaCl - 9.1.1.2 Szilvit KCl - 9.1.1.3 Villiaumit NaF - 9.1.1.4 Carobbiit KF - 9.1.1.5 Griceit LiF - 9.1.2.1 Hidrohalit NaCl·2(H2O) - 9.1.3.1 Szalmiák NH4Cl - 9.1.4.0 Embolit Ag(Br,Cl) - 9.1.4.1 Klórargirit AgCl - 9.1.4.2 Brómargirit AgBr - 9.1.5.1 Jódargirit AgI - 9.1.6.1 Tocornalit (Ag,Hg)I - 9.1.7.1 Nantokit CuCl - 9.1.7.2 Miersit (Ag,Cu)I - 9.1.7.3 Marshit CuI - 9.1.8.1 Calomel Hg2Cl2 - 9.1.8.2 Kuzminit Hg2(Br,Cl)2 - 9.1.8.3 Moschelit Hg2I2 - 9.2 AX2 felépítésű vízmentes és víztartalmú halogenidek - - 9.2.1.1 Fluorit CaF2 - 9.2.1.2 Frankdicksonit BaF2 - 9.2.1.3 Tveitit-(Y) Ca1-xYxF2+x, x~0.3 - 9.2.2.1 Sellait MgF2 - 9.2.3.1 Lawrencit (Fe,Ni)Cl2 - 9.2.3.2 Scacchit MnCl2 - 9.2.3.3 Kloromagnezit MgCl2 - 9.2.4.1 Rokuhnit FeCl2·(H2O) - 9.2.5.1 Sinjarit CaCl2·2(H2O) - 9.2.6.1 Antarcticit CaCl2·6(H2O) - 9.2.7.1 Cotunnit PbCl2 - 9.2.7.2 Hidrofilit CaCl2 - 9.2.8.1 Eriokalcit CuCl2·2(H2O) - 9.2.8.2 Tolbachit CuCl2 - 9.2.9.1 Bischofit MgCl2·6(H2O) - 9.2.9.2 Nickelbischofit NiCl2·6(H2O) - 9.2.10.1 Laurelit Pb7F12Cl2 - 9.2.11.1 Matlockit PbFCl - 9.2.11.2 Rorisit (Ca,Mg)FCl - 9.2 Vízmentes és víztartalmú halogenidek - - 9.3.1.1 Molysit FeCl3 - 9.3.2.1 Hidromolysit FeCl3·6(H2O) - 9.3.3.1 Klóraluminit AlCl3·6(H2O) - 9.3.4.1 Fluocerit-(Ce) (Ce,La)F3 - 9.3.4.2 Fluocerit-(La) (La,Ce)F3 - 9.3.5.1 Gananit BiF3 - 9.3.6.1 Rosenbergit AlF3·3(H2O) | - IV-10. Oxi-halogének és hidroxi-halogének - 10.1 A2(O,OH)3Xq felépítésű oxi-halogének és hidroxi-halogének - - 10.1.1.1 Atacamit Cu2Cl(OH)3 - 10.1.1.2 Hibbingit (Fe,Mg)2(OH)3Cl - 10.1.2.1 Paratacamit (Cu,Zn)2(OH)3Cl - 10.1.2.2 Klinoatacamit Cu2(OH)3Cl - 10.1.2.3 Herbertsmithit Cu3Zn(OH)6Cl2 - 10.1.3.1 Botallackit Cu2Cl(OH)3 - 10.1.4.1 Kempit Mn2Cl(OH)3 - 10.1.5.1 Korshunovskit Mg2Cl(OH)3·3.5-4(H2O) - 10.2 A(O,OH)Xq felépítésű oxi-halogének és hidroxi-halogének - - 10.2.1.1 Zavaritskit BiOF - 10.2.1.2 Bizmoclit BiOCl - 10.2.1.3 Daubreeit BiO(OH,Cl) - 10.2.2.1 Laurionit PbCl(OH) - 10.2.3.1 Paralaurionit PbCl(OH) - 10.2.3.2 Belloit Cu(OH)Cl - 10.2.4.1 Blixit Pb2Cl(O,OH)2 - 10.2.5.1 Perit PbBiO2Cl - 10.2.5.2 Nadorit PbSbO2Cl - 10.2.6.1 Thorikosit Pb3(Sb,As)O3(OH)Cl2 - 10.2.7.1 Asisit Pb12(SiO4)O8Cl4 - 10.2.8.1 Zharchikhit AlF(OH)2 - 10.2.9.1 Pinalit Pb3(WO4)OCl2 - 10.2.10.1 Haleniusit-(La) (La,Ce)OF - 10.3 A3(O,OH)2Xq felépítésű oxi-halogének és hidroxi-halogének - - 10.3.1.1 Mendipit Pb3Cl2O2 - 10.3.2.1 Fiedlerit Pb3Cl4F(OH)2 - 10.3.3.1 Corderoit Hg3S2Cl2 - 10.3.3.2 Kenhsuit Hg3S2Cl2 - 10.3.4.1 Lavrentievit Hg3S2(Cl,Br)2 - 10.3.4.2 Arzakit Hg3S2(Br,Cl)2 - 10.3.5.1 Grechishchevit Hg3S2(Br,Cl,I)2 - 10.3.6.1 Radtkeit Hg3S2ClI - 10.3.7.1 Terlinguacreekit Hg3O2Cl2 - 10.4 A2(O,OH)Xq felépítésű oxi-halogének és hidroxi-halogének - - 10.4.1.1 Penfieldit Pb2Cl3(OH) - 10.4.2.1 Terlinguait HgHgClO - 10.4.2.2 Aurivilliusit HgHgOI - 10.4.3.1 Kleinite Hg2N(Cl,SO4)·n(H2O) - 10.4.4.1 Melanothallit Cu2OCl2 - 10.4.5.1 Mereheadit Pb2O(OH)Cl - 10.5 Am(O,OH)pXq felépítésű oxi-halogének és hidroxi-halogének - - 10.5.1.1 Cadwaladerit Al(OH)2Cl·4(H2O) - 10.5.1.2 Lesukit Al2(OH)5Cl·2(H2O) - 10.5.2.1 Poyarkovit Hg3ClO - 10.5.3.1 Pinchit Hg5O4Cl2 - 10.5.4.1 Eglestonit Hg6Cl3O(OH) - 10.5.4.2 Kadyrelit Hg4(Br,Cl)2O - 10.5.5.1 Comancheit Hg13(Cl,Br)8O9 - 10.5.6.1 Claringbullit Cu4(OH)7Cl - 10.5.7.1 Onoratoit Sb8O11Cl2 - 10.5.8.1 Simonkolleit Zn5(OH)8Cl2·(H2O) - 10.5.8.2 Bobkingit Cu5Cl2(OH)8(H2O)2 - 10.5.9.1 Abhurit Sn3O(OH)2Cl2 - 10.5.10.1 Damarait Pb3O2(OH)Cl - 10.5.11.1 Parkinsonit (Pb,Mo,[ ])8O8Cl2 - 10.5.12.1 Lorettoit Pb7O6Cl2 - 10.5.13.1 Hanawaltit Hg6Hg[Cl,(OH)]2O3 - 10.5.14.1 Tedhadleyit HgHg10O4I2(Cl1.16Br0.84)2 - 10.5.15.1 Vasilyevit (Hg2)10O6I3Cl(CO3) - 10.5 AmBn(O,OH)pXq felépítésű oxi-halogének és hidroxi-halogének - - 10.6.1.1 Diaboleit Pb2CuCl2(OH)4 - 10.6.2.1 Koenenit Na4Mg4Cl12·Mg5Al4(OH)22 - 10.6.3.1 Yedlinit Pb6CrCl6(O,OH)8 - 10.6.4.1 Kloroxifit Pb3CuCl2(OH)2O2 - 10.6.5.1 Zirklerit (Fe,Mg)9Al4Cl18(OH)12·14(H2O) - 10.6.6.1 Boleit KPb26Ag9Cu24Cl62(OH)48 - 10.6.7.1 Cumengit Pb21Cu20Cl42(OH)40 - 10.6.8.1 Pseudoboleit Pb5Cu4Cl10(OH)8·2(H2O) - 10.6.9.1 Bideauxit Pb2AgCl3(F,OH)2 - 10.6.10.1 Klórmagaluminit (Mg,Fe)4Al2(OH)12(Cl2,CO3)·2(H2O) - 10.6.11.1 Kelyanit Hg16Hg20Sb3(Cl,Br)9O28 - 10.6.12.1 Ponomarevit K4Cu4OCl10 - 10.6.13.1 Khaidarkanit Na0.34Cu4Al3(OH)14F3·2(H2O) |

| - IV-11. Halogenid vegyületek: alumino-fluoridok - 11.1 AmBX3 felépítésű alumino-fluoridok - - 11.1.1.1 Neighborit NaMgF3 - 11.1.2.1 Carnallit KMgCl3·6(H2O) - 11.1.3.1 Klorokalcit KCaCl3 - 11.2 AmBX4 felépítésű alumino-fluoridok - - 11.2.1.1 Pseudocotunnit K2PbCl4 - 11.2.2.1 Avogadrit (K,Cs)BF4 - 11.2.3.1 Ferruccit NaBF4 - 11.2.4.1 Barberiit (NH4)BF4 - 11.3 AmBX4·x(H2O) felépítésű alumino-fluoridok - - 11.3.1.1 Douglasit K2FeCl4·2(H2O) - 11.3.2.1 Mitscherlichit K2CuCl4·2(H2O) - 11.4 AmBX5·x(H2O) felépítésű alumino-fluoridok - - 11.4.1.1 Eritrosziderit K2FeCl5·(H2O) - 11.4.1.2 Kremersit (NH4,K)2FeCl5·(H2O) - 11.5 AmBX6 felépítésű alumino-fluoridok - - 11.5.1.1.Hieratit K2SiF6 - 11.5.1.2 Kriptohalit (NH4)2SiF6 - 11.5.2.1 Malladrit Na2SiF6 - 11.5.2.2 Bararit (NH4)2SiF6 - 11.5.3.1 Rinneit K3NaFeCl6 - 11.5.4.1 Klórmanganokalit K4MnCl6 - 11.5.5.1 Tachihidrit CaMg2Cl6·12(H2O) - 11.5.6.1 Gagarinit-(Y) NaCaY(F,Cl)6 - 11.5.7.1 Zajacit-(Ce) Na(REExCa1-x)(REEyCa1-y)F6 ahol(x≠y) - 11.5.8.1 Challacolloit KPb2Cl5 - 11.6 Egyéb alumino-fluoridok - - 11.6.1.1 Kriolit Na3AlF6 - 11.6.1.2 Simmonsit Na2LiAlF6 - 11.6.2.1 Elpasolit K2NaAlF6 - 11.6.3.1 Colquiriit CaLiAlF6 - 11.6.4.1 Kriolitionit Na3Li3Al2F12 - 11.6.5.1 Pachnolit NaCaAlF6·(H2O) - 11.6.6.1 Thomsenolit NaCaAlF6·(H2O) - 11.6.7.1 Carlhintzeit Ca2AlF7·(H2O) - 11.6.8.1 Gearksutit CaAl(OH,F)5·(H2O) - 11.6.9.1 Prosopit CaAL2(F,OH)8 - 11.6.10.1 Jarlit Na(Sr,Na,[ ])7(Mg,[ ])Al6F32(OH,H2O)2 - 11.6.10.2 Calcjarlit Na(Ca,Sr)3Al3(F,OH)16 - 11.6.10.3 Jorgensenit Na2(Sr,Ba)14Na2Al12F64(OH,F) - 11.6.11.1 Chiolit Na5Al3F14 - 11.6.12.1 Ralstonit NaxMgxAl2-x(F,OH)6·(H2O) - 11.6.13.1 Weberit Na2MgAlF7 - 11.6.14.1 Usovit Ba2CaMgAl2F14 - 11.6.15.1 Yaroslavit Ca3Al2F10(OH)2·(H2O) - 11.6.16.1 Tikhonenkovit SrAl(OH)F4·(H2O) - 11.6.17.1 Acuminit SrAlF4(OH)·(H2O) - 11.6.18.1 Artroeit PbAlF3(OH)2 - 11.6.19.1 Aravaipait Pb3AlF9·(H2O) - 11.6.20.1 Bogvadit Na2SrBa2Al4F20 - 11.6.21.1 Karasugit SrCaAl(F,OH)7 - 11.6.22.1 Kalcioaravaipait PbCa2Al | - IV-12. Összetett halogenidek - 11.1 Összetett halogenidek - - 12.1.1.1 Stenonit (Sr,Ba,Na)2Al(CO3)F5 - 12.1.2.1 Grandreefit Pb2SO4F2 - 12.1.3.1 Pseudograndreefit Pb6SO4F1O - 12.1.4.1 Creedit Ca3Al2(SO4)(F,OH)10·2(H2O) - 12.1.5.1 Chukhrovit-(Y) Ca3(Y,Ce)Al2(SO4)F13·10(H2O) - 12.1.5.2 Chukhrovit-(Ce) Ca3(Ce,Y)Al2(SO4)F13·10(H2O) - 12.1.5.4 Chukhrovit-(Nd) Ca3(Nd,Y)Al2(SO4)F13·12(H2O) - 12.1.6.1 Boggildit Sr2Na2Al2(PO4)F9 - 12.1.7.1 Barstowit Pb4(CO3)Cl6·(H2O) - 12.1.8.1 Arzrunit Cu4Pb2SO4(OH)4Cl6·2(H2O) - 12.1.9.1 Symesit Pb10(SO4)O7Cl4·(H2O) - 12.1.10.1 Orlandiit Pb3(Cl,OH)4(SeO3)·(H2O) |

### A Strunz-féle rendszer
A Strunz-féle ásványrendszertan a halogenidek osztályában négy alosztály különböztet meg, ezeken belül pedig sorokat illetve csoportokat:
- III. Halogenidek

| - III/A Egyszerű, vízmentes halogenidek (Fém:Halogén=1:1) - III/A.01 Nantokit - Miersit sor - III/A.01-10 Nantokit CuCl - III/A.01-20 Marshit CuI - III/A.01-30 Miersit (Ag,Cu)I - III/A.02 Halit sor: Griceit - Brómargirit - III/A.02-05 Griceit LiF - III/A.02-10 Villiaumit NaF - III/A.02-20 Carobbiit KF - III/A.02-30 Halit NaCl - III/A.02-40 Sylvit KCl - III/A.02-50 Klórargirit AgCl - III/A.02-60 Brómargirit AgBr - III/A.03 Jódargirit - Tocornalit sor - III/A.03-10 Jódargirit AgI - III/A.03-20 Tocornalit (Ag,Hg)I - III/A.04 Szalmiák - III/A.04-10 Szalmiák NH4Cl - III/A.05 Kalomel - Moschelit sor' - III/A.05-10 Kalomel Hg2Cl2 - III/A.05-20 Kuzminit Hg2(Br,Cl)2 - III/A.05-30 Moschelit Hg2I2 - III/A.06 Sellait sor - III/A.06-10 Sellait MgF2 - III/A.07 Tolbachit sor - III/A.07-05 Kloromagnezit MgCl2 - III/A.07-10 Lawrencit (Fe,Ni)Cl2 - III/A.07-20 Scacchit MnCl2 - III/A.07-30 Tolbachit CuCl2 - III/A.08 Fluorit sor - III/A.08-10 Fluorit CaF2 - III/A.08-20 Frankdicksonit BaF2 - III/A.08-25 Haleniusit (La,Ce)OF - III/A.08-30 Tveitit Ca1-xYxF2+x, x~0.3 - III/A.08-40 Gagarinit NaCaY(F,Cl)6 - III/A.08-45 Zajacit Na(REExCa1-x)(REEyCa1-y)F6 ahol (x ≠ y) - III/A.08-50 Laurelit Pb7F12Cl2 - III/A.08-60 Coccinit HgI2 - III/A.09 Fluorit sor - III/A.09-10 Molysit FeCl3 - III/A.09-20 Klorokalcit KCaCl3 - III/A.10 Fluorit sor - III/A.10-10 Fluocerit-(La) (La,Ce)F3 - III/A.10-20 Fluocerit-(Ce) (Ce,La)F3 - III/A.11 Fluorit sor - III/A.11-10 Gananit BiF3 - III/A.12 Hidrohalit - Antarcticit sor - III/A.12-00 Hidrofilit CaCl2 - III/A.12-10 Hidrohalit NaCl·2(H2O) - III/A.12-20 Eriokalcit CuCl2·2(H2O) - III/A.12-30 Bischofit MgCl2·6(H2O) - III/A.12-40 Nickelbischofit NiCl2·6(H2O) - III/A.12-50 Rokuhnit FeCl2·(H2O) - III/A.12-70 Sinjarit CaCl2·2(H2O) - III/A.12-80 Antarcticit CaCl2·6(H2O) - III/A.13 Cadwaladerit - Hidromolysit sor - III/A.13-05 Lesukit Al2(OH)5Cl·2(H2O) - III/A.13-10 Cadwaladerit Al(OH)2Cl·4(H2O) - III/A.13-20 Klóraluminit AlCl3·6(H2O) - III/A.13-30 Hidromolysit FeCl3·6(H2O) - III/B Vízmentes kettős halogenidek [BF4]1-, [SiF6]2- és [AlF6]3- gyökökkel - III/B.01 Ferruccit - Barberiit sor - III/B.01-10 Ferruccit NaBF4 - III/B.01-20 Avogadrit (K,Cs)BF4 - III/B.01-30 Barberiit (NH4)BF4 - III/B.02 Mallardit - Bararit sor - III/B.02-10 Malladrit Na2SiF6 - III/B.02-20 Hieratit K2SiF6 - III/B.02-30 Kriptohalit (NH4)2SiF6 - III/B.02-40 Bararite (NH4)2SiF6 - III/B.03 Kriolitionit - Kalkjarlit sor - III/B.03-10 Kriolitionit Na3Li3Al2F12 - III/B.03-20 Colquiriit CaLiAlF6 - III/B.03-25 Simmonsit Na2LiAlF6 - III/B.03-30 Kriolit Na3AlF6 - III/B.03-40 Elpasolit K2NaAlF6 - III/B.03-45 Bogvadit Na2SrBa2Al4F20 - III/B.03-48 Jorgensenit Na2(Sr,Ba)14Na2Al12F64(OH,F) - III/B.03-50 Jarlit Na(Sr,Na,[ ])7(Mg,[ ])Al6F32(OH,H2O)2 - III/B.03-60 Kalkjarlit Na(Ca,Sr)3Al3(F,OH)16 - III/C Víztartalmú kettős halogenidek, fluridek - III/C.01 Gearksutit - Chukhrovit sor - III/C.01-10 Gearksutit CaAl(OH,F)5·(H2O) - III/C.01-20 Acuminit SrAlF4(OH)·(H2O) - III/C.01-30 Tikhonenkovit SrAl(OH)F4·(H2O) - III/C.01-35 Artroeit PbAlF3(OH)2 - III/C.01-40 Creedit Ca3Al2(SO4)(F,OH)10·2(H2O) - III/C.01-50 Chukhrovit-(Y) Ca3(Y,Ce)Al2(SO4)F13·10(H2O) - III/C.01-60 Chukhrovit-(Ce) Ca3(Ce,Y)Al2(SO4)F13·10(H2O) - III/C.02 Pachnolit - Yaroslavit sor - III/C.02-10 Pachnolit NaCaAlF6·(H2O) - III/C.02-20 Thomsenolit NaCaAlF6·(H2O) - III/C.02-30 Yaroslavit Ca3Al2F10(OH)2·(H2O) - III/C.03 Prosopit - Boldyrevit sor - III/C.03-10 Prosopit CaAL2(F,OH)8 - III/C.03-20 Chiolit Na5Al3F14 - III/C.03-30 Weberit Na2MgAlF7 - III/C.03-40 Usovit Ba2CaMgAl2F14 - III/C.03-45 Karasugit SrCaAl(F,OH)7 - III/C.03-50 Carlhintzeit Ca2AlF7·(H2O) - III/C.03-55 Rosenbergit AlF3·3(H2O) - III/C.03-60 Ralstonit NaxMgxAl2-x(F,OH)6·(H2O) - III/C.03-70 Neighborit NaMgF3 - III/C.03-80 Boldyrevit NaCaMgAl3F14·4(H2O) - III/C.04 Aravaipait - Kalciumaravaipait sor - III/C.04-10 Aravaipait Pb3AlF9·(H2O) - III/C.04-20 Kalciumaravaipait PbCa2Al(F,OH)9 | - III/C.05 Stenonit - Boggildit sor - III/C.05-10 Stenonit (Sr,Ba,Na)2Al(CO3)F5 - III/C.05-20 Boggildit Sr2Na2Al2(PO4)F9 - III/C.06 Rinneit - Kremersit sor - III/C.06-10 Rinneit K3NaFeCl6 - III/C.06-20 Klórmanganokalit K4MnCl6 - III/C.07 Rinneit - Kremersit sor - III/C.07-10 Mitscherlichit K2CuCl4·2(H2O) - III/C.07-20 Douglasit K2FeCl4·2(H2O) - III/C.07-30 Eritrosziderit K2FeCl5·(H2O) - III/C.07-40 Kremersit (NH4,K)2FeCl5·(H2O) - III/C.08 Karnalit- Tachihidrit sor - III/C.08-10 Karnalit KMgCl3·6(H2O) - III/C.08-20 Koenenit Na4Mg4Cl12·Mg5Al4(OH)22 - III/C.08-30 Tachihidrit CaMg2Cl6·12(H2O) - III/D Oxi-halogenidek - III/D.01 Atacamit sor, Korshunovskit - Anthonyit - III/D.01-10 Korshunovskit Mg2Cl(OH)3·3.5-4(H2O) - III/D.01-12 Nepskoeit Mg4Cl(OH)7·6(H2O) - III/D.01-15 Hibbingit (Fe,Mg)2(OH)3Cl - III/D.01-20 Kempit Mn2Cl(OH)3 - III/D.01-25 Belloit Cu(OH)Cl - III/D.01-30 Atacamit Cu2Cl(OH)3 - III/D.01-40 Klinoatacamit Cu2(OH)3Cl - III/D.01-50 Botallackit Cu2Cl(OH)3 - III/D.01-55 Paratacamit (Cu,Zn)2(OH)3Cl - III/D.01-57 Herbertsmithit Cu3Zn(OH)6Cl2 - III/D.01-60 Melanothallit Cu2OCl2 - III/D.01-65 Bobkingit Cu5Cl2(OH)8(H2O)2 - III/D.01-70 Calumetit Cu(OH,Cl)2·2(H2O) - III/D.01-80 Anthonyit Cu(OH,Cl)2·3(H2O) - III/D.02 Atacamit sor, Ponomarevit - III/D.02-10 Ponomarevit K4Cu4OCl10 - III/D.03 Atacamit sor, Claringbullit - Connellit - III/D.03-10 Claringbullit Cu4(OH)7Cl - III/D.03-20 Simonkolleit Zn5(OH)8Cl2·(H2O) - III/D.03-25 Gordait NaZn(SO4)(OH)6Cl·6(H2O) - III/D.03-30 Buttgenbachit Cu19Cl4(NO3)2(OH)32·2(H2O) - III/D.03-40 Connellit Cu19Cl4(SO4)(OH)32·3(H2O) - III/D.03-50 Khaidarkanit Na0.34Cu4Al3(OH)14F3·2(H2O) - III/D.04 Atacamite sor - III/D.04-05 Zharchikhit AlF(OH)2 - III/D.04-10 Zirklerit (Fe,Mg)9Al4Cl18(OH)12·14(H2O) - III/D.05 Atacamite sor - III/D.05-10 Abhurit Sn3O(OH)2Cl2 - III/D.06 Terlinguait - Comancheit - III/D.06-10 Terlinguait HgHgClO - III/D.06-11 Aurivilliusit HgHgOI - III/D.06-12 Hanawaltit Hg6Hg[Cl,(OH)]2O3 - III/D.06-13 Tedhadleyit HgHg10O4I2(Cl1.16Br0.84)2 - III/D.06-20 Poyarkovit Hg3ClO - III/D.06-30 Kadyrelit Hg4(Br,Cl)2O - III/D.06-40 Eglestonit Hg6Cl3O(OH) - III/D.06-45 Vasilyevit (Hg2)10O6I3Cl(CO3) - III/D.06-50 Mosesit Hg2N(Cl,SO4,MoO4,CO3)·(H2O) - III/D.06-60 Gianellait Hg4(SO4)N2 - III/D.06-70 Kleinit Hg2N(Cl,SO4)·n(H2O) - III/D.06-80 Pinchit Hg5O4Cl2 - III/D.06-90 Comancheit Hg13(Cl,Br)8O9 - III/D.07 Kelyanit sor - III/D.07-10 Kelyanit Hg16Hg20Sb3(Cl,Br)9O28 - III/D.10 Cotunnit - Matlockit sor - III/D.10-10 Fiedlerit Pb3Cl4F(OH)2 - III/D.10-20 Paralaurionit PbCl(OH) - III/D.10-30 Laurionit PbCl(OH) - III/D.10-40 Cotunnit PbCl2 - III/D.10-50 Pseudocotunnit K2PbCl4 - III/D.10-60 Matlockit PbFCl - III/D.10-65 Rorisit (Ca,Mg)FCl - III/D.10-70 Zavaritskit BiOF - III/D.10-80 Bismoclit BiOCl - III/D.10-90 Daubreeit BiO(OH,Cl) - III/D.10-140 Symesit Pb10(SO4)O7Cl4·(H2O) - III/D.11 Mendipit - Onoratoit sor - III/D.11-10 Mendipit Pb3Cl2O2 - III/D.11-15 Damarait Pb3O2(OH)Cl - III/D.11-17 Chubutit Pb7O6Cl2 - III/D.11-20 Penfieldit Pb2Cl3(OH) - III/D.11-30 Blixit Pb2Cl(O,OH)2 - III/D.11-35 Mereheadit Pb2O(OH)Cl - III/D.11-40 Sundiusit Pb10(SO4)Cl2O8 - III/D.11-50 Asisit Pb12(SiO4)O8Cl4 - III/D.11-55 Parkinsonit (Pb,Mo,[ ])8O8Cl2 - III/D.11-60 Thorikosit Pb3(Sb,As)O3(OH)Cl2 - III/D.11-65 Philolithit Pb12O6Mn(Mg,Mn)2(Mn,Mg)4(SO4)(CO3)4Cl4(OH)12 - III/D.11-70 Pinalit Pb3(WO4)OCl2 - III/D.11-80 Nadorit PbSbO2Cl - III/D.11-90 Perit PbBiO2Cl - III/D.11-100 Heliofillit Pb6As2O7Cl4 - III/D.11-110 Ecdemit Pb6As2O7Cl4 - III/D.11-120 Onoratoit Sb8O11Cl2 - III/D.12 Boleit - Yedlinit sor - III/D.12-10 Boleit KPb26Ag9Cu24Cl62(OH)48 - III/D.12-20 Pseudoboleit Pb5Cu4Cl10(OH)8·2(H2O) - III/D.12-40 Cumengit Pb21Cu20Cl42(OH)40 - III/D.12-50 Diaboleit Pb2CuCl2(OH)4 - III/D.12-60 Chloroxifit Pb3CuCl2(OH)2O2 - III/D.12-70 Hematofanit Pb4Fe3O8(OH,Cl) - III/D.12-80 Bideauxit Pb2AgCl3(F,OH)2 - III/D.12-90 Yedlinit Pb6CrCl6(O,OH)8 - III/X Osztályozatlan halogenidek - III/X.00 Bromidok - III/X.00-00 Embolit Ag(Br,Cl) - III/X.00-00 Terlinguacreekit Hg3O2Cl2 - III/X.00-00 Challacolloit KPb2Cl5 - III/X.00-00 Yttrocerit CaF2 + (Y,Ce)F3 - III/X.00-00 Chukhrovit-(Nd) Ca3(Nd,Y)Al2(SO4)F13·12(H2O) - III/X.00-00 Lorettoit Pb7O6Cl2 |